# El matrimonio Arnolfini
El matrimonio Arnolfini es un cuadro del pintor flamenco Jan van Eyck; fechado en 1434, representa al rico mercader Giovanni Arnolfini y a su esposa Giovanna Cenami, que se establecieron y prosperaron en la ciudad de Brujas (hoy Bélgica), entre 1420 y 1472. Al día de hoy, los historiadores del arte discuten exactamente la imagen que el cuadro presenta; la tesis durante mucho tiempo dominante, introducida por Erwin Panofsky en un ensayo de 1934, sostiene que la imagen corresponde al matrimonio de ambos, celebrado en secreto y atestiguado por el pintor. Sin embargo, muchas otras interpretaciones se han propuesto acerca del cuadro, y el consenso actual es que la teoría de Panofsky es difícilmente sostenible.
En todo caso, la pintura —desde 1842 en la National Gallery de Londres tras desaparecer misteriosamente en 1813 del Palacio Real de Madrid— se considera una de las obras más notables de van Eyck. Es uno de los primeros retratos de tema no hagiográfico que se conservan, y a la vez una informativa escena costumbrista. La pareja aparece de pie, en su alcoba; el esposo bendice a su mujer, que le ofrece su mano derecha, mientras apoya la izquierda en su vientre. La pose de los personajes resulta teatral y ceremoniosa, prácticamente hierática; algunos especialistas ven en estas actitudes flemáticas cierta comicidad, aunque la extendida interpretación que ve en el retrato la representación de una boda atribuye a ello su aire pomposo.

## El estilo
La obra es un fiel reflejo de las características estilísticas de los primitivos flamencos y, sobre todo, es un compendio del estilo de su autor.[cita requerida] En su composición sobresalen:
- La minuciosidad. Al ser una pintura concebida para la exhibición doméstica, lo que permite verla de cerca, los detalles se plasman con una escrupulosidad microscópica, sólo posible gracias al empleo del óleo y de plumillas especiales. Por ejemplo, en el espejo del fondo —en cuyo marco están representadas diez escenas de la Pasión de Cristo— se refleja toda la habitación vista desde atrás, incluyendo todo el mobiliario, el matrimonio, otras dos personas y el ventanal con una vista de Brujas.
- El deleite en la reproducción de objetos. Los flamencos se enorgullecen del bienestar material que han logrado, de sus pequeñas posesiones, y las representan en sus obras: la lámpara, los muebles finamente labrados, la ropa, etc. En esta obra aparecen, además, otros objetos aparentemente injustificados; la tesis de Panofsky se apoya en alto grado en ellos.
- El naturalismo. Van Eyck se preocupaba mucho por representar la realidad con la mayor exactitud posible, aunque al ojo moderno la imagen parezca escasamente realista por la actitud hierática de los retratados —incluso el perro. El movimiento es nulo en la imagen; las formas tienen una solidez escultórica, y la escena, en general, es rígida, teatral y poco espontánea.
- La preocupación por la luz y la perspectiva, propias de van Eyck, que en ello se adelantó a su tiempo: la luz que penetra por la ventana es suave y envuelve las formas delicadamente, la claridad se disuelve, poco a poco, en una atmósfera tangible; el marco arquitectónico y el recurso del espejo del fondo dan una sensación de profundidad muy verosímil. El propio Velázquez se inspiró en esta obra al pintar Las Meninas.[cita requerida]

## El verdadero contenido de la obra

### El realismo
Llama la atención el realismo óptico basado en la minuciosidad microscópica y en una magistral captación de la luz y la perspectiva, la quietud y, sobre todo, el orgullo por el bienestar material que han logrado, y por sus pequeñas posesiones: la lámpara, los muebles finamente tallados, la ropa… Este es un aspecto muy llamativo en esta obra, ya que aparecen infinidad de objetos sin motivo aparente.

### El simbolismo
Pero gracias precisamente a estos pequeños objetos, propios de una sociedad que vive en la opulencia, el experto en Historia del Arte, Erwin Panofsky, logró desvelar el significado de este cuadro, el cual interpreta como una alegoría del matrimonio y de la maternidad. Para ello, nos desvela el sentido de multitud de detalles que, aparentemente, carecen de importancia, pero que dan una nueva dimensión al cuadro. Algunos de estos pormenores son:
- En primer lugar, la representación de los esposos, que es antagónica y revela los diferentes papeles que cumple cada cual en el matrimonio. No olvidemos que hablamos de una sociedad de hace más de 500 años, a caballo entre la Edad Media y la Edad Moderna: él es severo, bendice o, quizá, jura (fides levata) —en cualquier caso, ostenta el poder moral de la casa (potestas)— y sostiene con autoridad la mano de su esposa (fides manualis), que agacha la cabeza en actitud sumisa y posa su mano izquierda en su abultado vientre, señal inequívoca de su embarazo (que no es real), que sería lo que en esa época era considerado como su culminación como mujer. Las mismas ropas que llevan refuerzan este mensaje, a pesar de que la ambientación sugiere un tiempo veraniego o, cuando menos primaveral, lleva pesadas túnicas que revelan su alta posición socioeconómica. El tabardo de él es oscuro y sobrio (aunque los remates de piel de marta resultaban particularmente caros), y ella luce un ampuloso vestido, de colores vivos y alegres, con puños de armiño (complementados con un collar, varios anillos y un cinturón brocado, todo de oro). Hay, en segundo lugar, multitud de objetos que aparecen sin justificación aparente, si bien todo lo que contiene el cuadro proclama la riqueza de la joven pareja, desde la ropa y los muebles hasta la fruta en el alféizar de la ventana. Lo cierto es que esta pareja parece haber recopilado objetos de muchos países de Europa: Rusia, Turquía, Italia, Inglaterra, Francia... Sin duda, Arnolfini, rico mercader, trabó amistad o negocios con empresarios de toda Europa. Como se sabe, Brujas, donde se instaló Giovanni, era un hervidero de burgueses de todas partes; y este mercader que protagoniza el cuadro se jactaría de sus relaciones con todos ellos. En definitiva, lo cierto es que todos tienen un significado más o menos claro que da una nueva dimensión a la obra:
- Las naranjas, importadas del sur, eran un lujo en el norte de Europa por lo que simboliza la riqueza de la familia y la prosperidad económica que les aguarda, o quizás aluden al origen mediterráneo de los retratados. Conocidas en el norte como "manzanas de Adán", representaban además la fruta prohibida del edén (quizá sean una evocación del paraíso perdido), en alusión al pecado mortal de la lujuria, probable motivo de la pérdida de la gracia. Los instintos pecaminosos de la humanidad se santifican mediante el ritual del matrimonio cristiano.
- La cama tiene relación, sobre todo en la realeza y la nobleza, con la continuidad del linaje y del apellido. Representa el lugar donde se nace y se muere. Los tejidos rojos simbolizan la pasión además de proporcionar un poderoso contraste cromático con el verde de la indumentaria femenina. En todo caso, era costumbre de la época, en las casas acomodadas de Borgoña, colocar una cama en el salón donde se recibían las visitas. Aunque, generalmente, se usaba para sentarse, ocasionalmente, era también el lugar donde las madres recién paridas recibían, con su bebé, los parabienes de familiares y amigos.

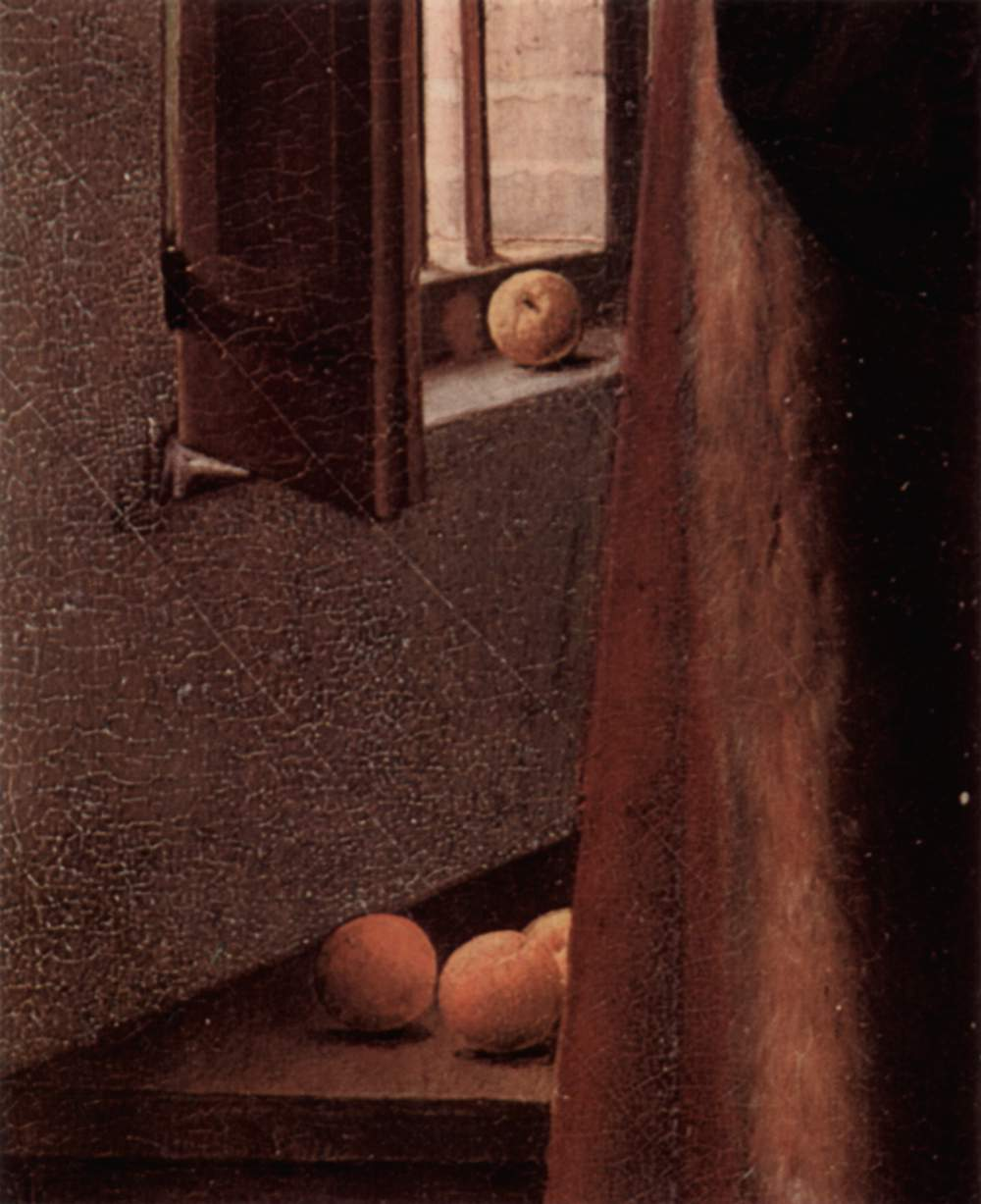
La fruta
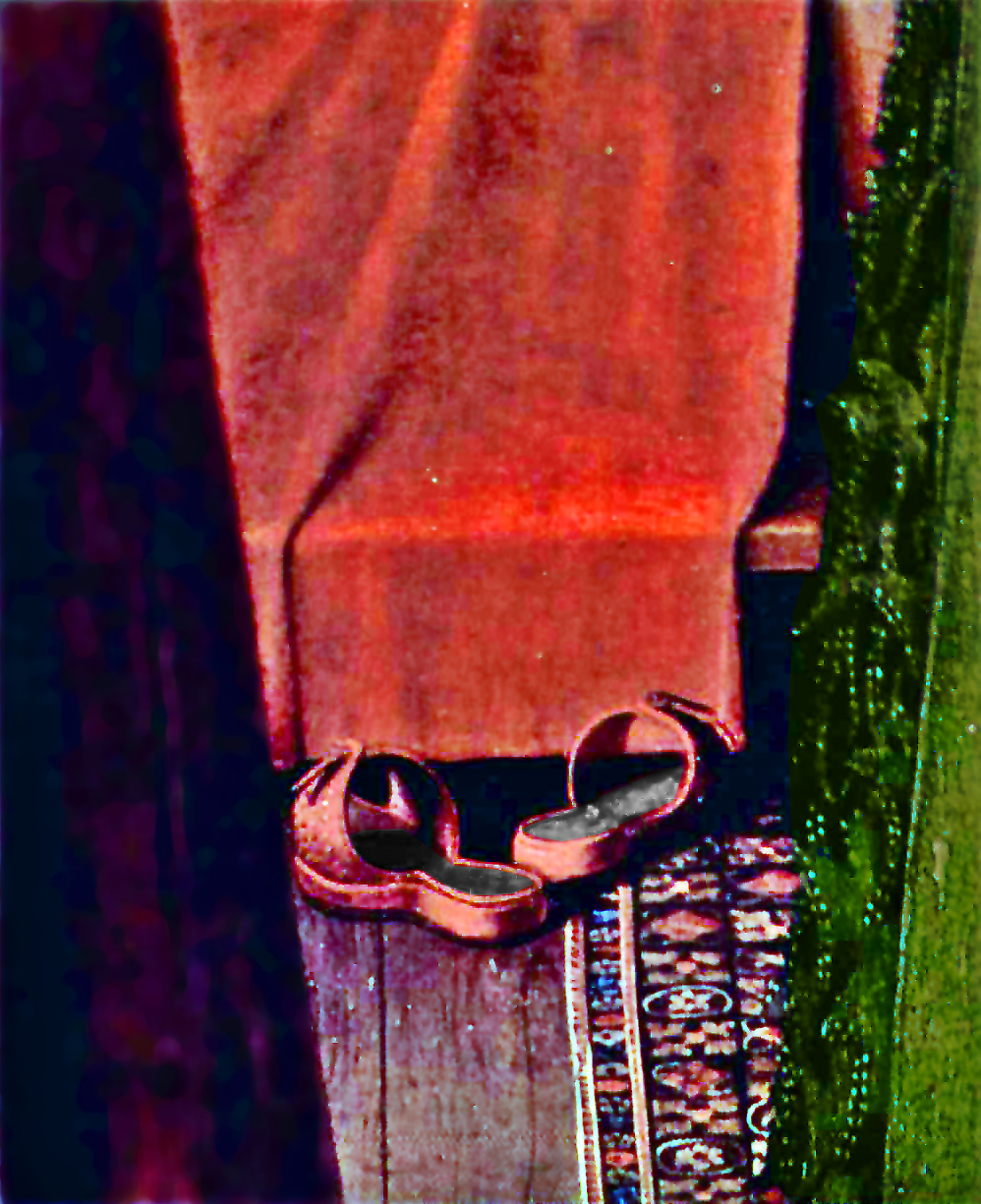
La cama
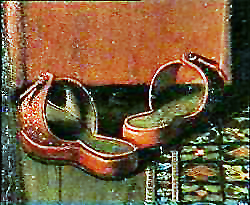
La alfombra
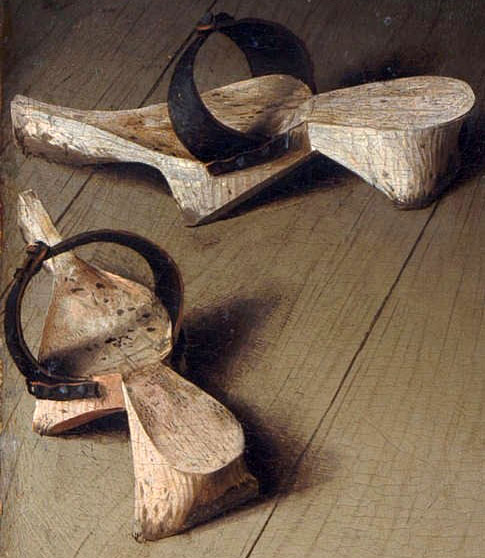
Los zuecos

- La alfombra que hay junto a la cama es muy lujosa y cara, procedente de Anatolia, otra muestra de su fortuna y posición.[1]
- Los zuecos esparcidos por el suelo —ellos van descalzos— representan el vínculo con el suelo sagrado del hogar y también son señal de que se estaba celebrando una ceremonia religiosa. La posición prominente de los zapatos es también relevante: los de Giovanna, rojos, están cerca de la cama simbolizando que era la encargada del hogar; los de su marido, más próximos al mundo exterior, simbolizan que es él el encargado de trabajar para llevar la prosperidad económica a la casa. En aquel tiempo se creía que pisar el suelo descalzo aseguraba la fertilidad.

- Los rosarios eran un presente habitual del novio a su futura esposa. El cristal es signo de pureza, y el rosario sugiere la virtud de la novia y su obligación de ser devota. También el cristal del espejo alude a la pureza del sacramento del matrimonio (speculum sine macula).
- El espejo es uno de los mejores ejemplos de la minuciosidad microscópica conseguida por van Eyck (mide 5.5 centímetros y cada una de las escenas de la pasión que le rodean mide 1.5 centímetros), y enlaza con el siguiente asunto. En torno al espejo se muestran 10 de las 14 estaciones del Vía Crucis (las paradas del camino de Cristo hasta su muerte en el Gólgota). Su presencia sugiere que la interpretación del cuadro debe ser cristiana y espiritual en igual medida que legal y recuerda el sacrificio que tienen que soportar los esposos. Por cierto que estos pequeños espejos convexos eran muy populares en aquella época; se llamaban «brujas» y se usaban para espantar la mala suerte. A menudo se encontraban junto a ventanas y puertas, para buscar efectos lumínicos en las estancias. Que se sepa, ésta es la primera vez que se usan como recurso pictórico. La idea tuvo mucho éxito y fue imitada, como hemos visto. El experto Craig Harbison ve en el espejo el centro de gravedad de todo el cuadro; es lo que más nos llama la atención: una especie de «círculo mágico» calculado con increíble precisión para atraer nuestra mirada y revelarnos el secreto mismo de la historia del cuadro: «But there's the key!».
- La lámpara sólo tiene una vela, que simboliza la llama del amor —era costumbre flamenca encender una vela el primer día de la boda—. Pero también recuerda la candela que luce siempre en el sagrario de la iglesia, la permanente presencia de Cristo.

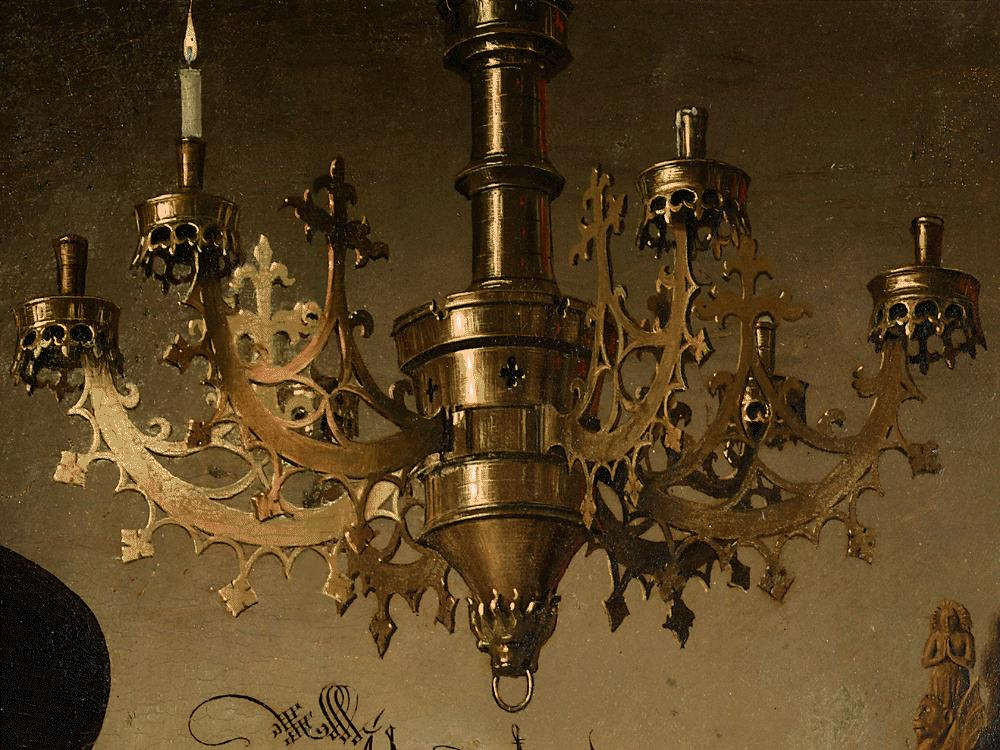
La lámpara
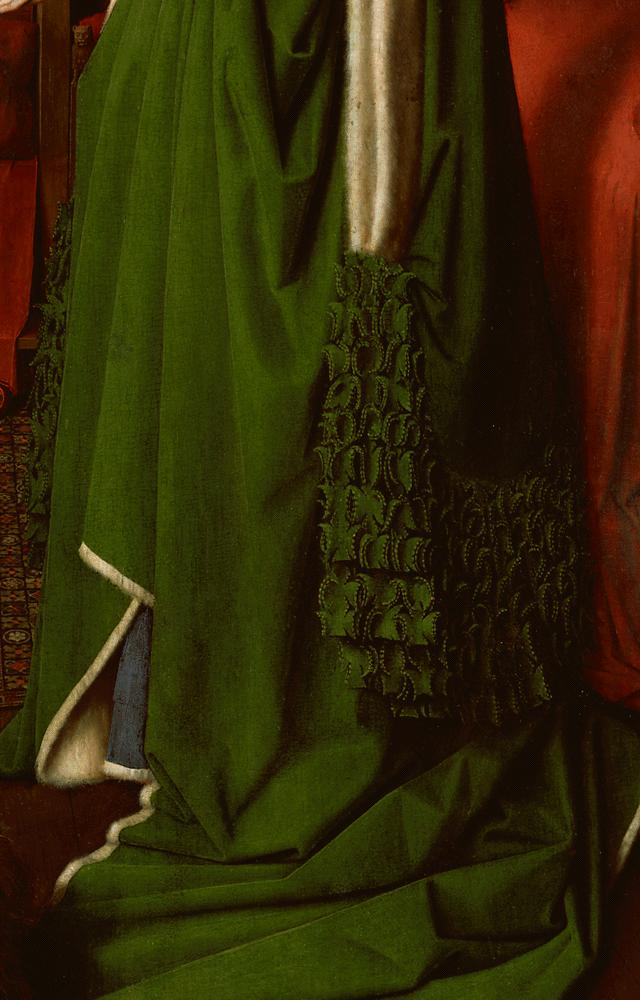
El vestido
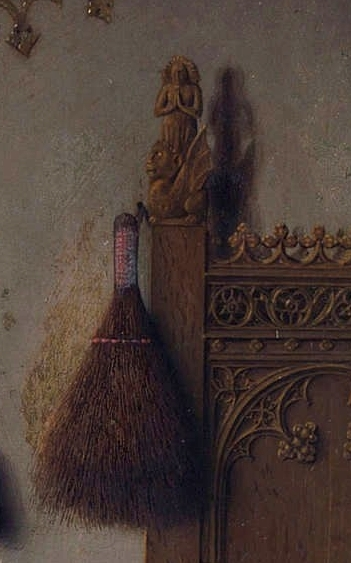
Santa Margarita
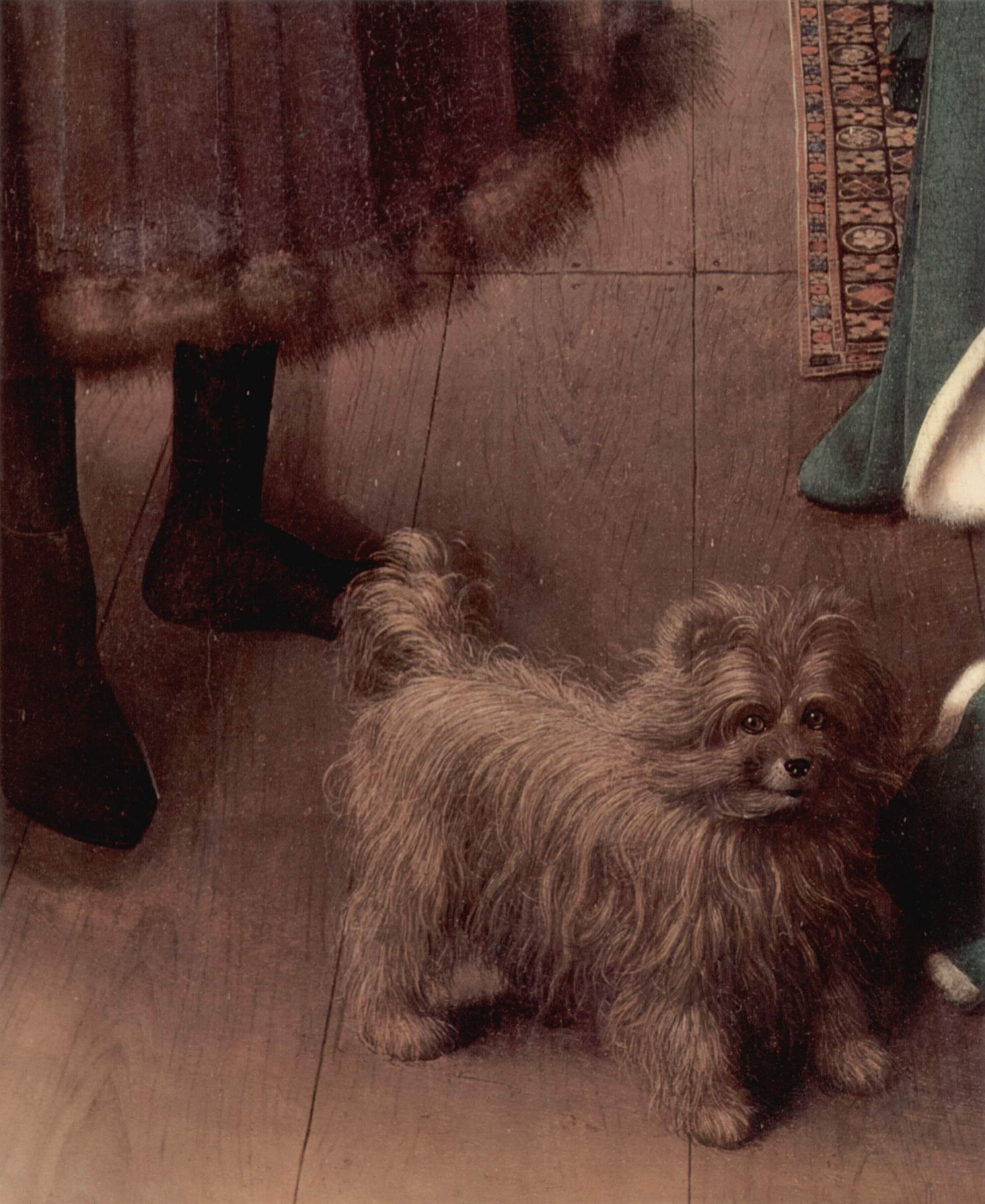
El perro

- Giovanna lleva un elegante vestido verde (el color de la esperanza), propio de un retrato de aparato y un cuadro de boda. No está embarazada, su postura se limita a delatar el vientre, que entonces se tenía por una de las partes más bellas del cuerpo. Es conveniente destacar que Giovanna representa el canon de belleza gótico el cual se aprecia claramente en su tono de piel blanquecino, en sus caderas anchas y en su gran mentón. También cabe pensar que su pose y la exagerada curvatura del vientre sugieran su fertilidad y deseada preñez que nunca resultó.
- En el cabezal de la cama se ve la talla de una mujer con un dragón a los pies. Es probable que sea Santa Margarita, patrona de los alumbramientos, cuyo atributo es el dragón; pero por la escobilla que hay al Lado podría ser Santa Marta, patrona del hogar, que comparte idéntico atributo.
- El perro pone una nota de gracia y desenfado en un cuadro que es, por lo demás, de una apabullante solemnidad. El detallismo del pelo es toda una proeza técnica. En los retratos, los perros suelen simbolizar, como aquí, la fidelidad y el amor terrenal.

Los únicos que faltarían son el sacerdote y el testigo, necesarios en todas las bodas, pero ambos personajes aparecen reflejados en el espejo, junto a la pareja: un clérigo y el propio pintor, que actúa como testigo, y que, con su firma, no sólo reclama la autoría del cuadro, sino que testifica la celebración del sacramento: Johannes de Eyck fuit hic 1434 (Jan van Eyck estuvo aquí en 1434). El cuadro sería, por tanto, un documento matrimonial. No obstante, es también un cuadro evidentemente intemporal porque se refiere simultáneamente a hechos que tienen lugar dentro del matrimonio, pero en fases diversas a lo largo del tiempo.
|  |  |

Al margen del significado metafórico, cabe preguntarse cuál es el motivo de ese espíritu ilusionista, de ese deseo de reproducir con prodigiosa fidelidad la epidermis del mundo. Sabemos que las obras flamencas estaban ideadas para ser vistas de cerca; asimismo mostraban el orgullo que sentía la alta sociedad flamenca por sus ciudades, por sus viviendas y por sus objetos, pero estas razones, con ser aceptables, no llegan al fondo de asunto. En este sentido, es una creencia extendida que Jan van Eyck despliega en sus cuadros un himno a la naturaleza; de ahí que estén poblados de símbolos que se descifran con placer. El más mínimo detalle, una brizna de hierba, por ejemplo, nos recuerda la obra divina; es, pues, un modesto homenaje del pintor a la belleza natural. Es un sentimiento positivo que probablemente Jan van Eyck compartió con la alta sociedad flamenca y que está en el espíritu prehumanista de la Baja Edad Media.

### La controversia
Erwin Panofsky hizo hincapié en el hecho de que una ceremonia religiosa tan importante como el matrimonio no se celebrase en una iglesia, sino en una alcoba privada, lo que podría señalar que se trataba de una unión privada y reservada. En efecto, en aquella época, se consideraba que una unión era legal, aunque se celebrase sin sacerdote, siempre que hubiera un documento que lo atestiguara y testigos que diesen fe de ello. El cuadro cumple precisamente estas cualidades. Así, pues, podría ser el testimonio de una boda secreta.
Evidentemente, el cuadro y el matrimonio en sí están envueltos en un halo de misterio. Por de pronto, carecemos de documentos sobre el encargo entre los Arnolfini y Van Eyck; los primeros documentos sobre la pintura son ya del siglo XVI. De todos modos, sabemos que Giovanni Arnolfini vino de Italia a comerciar a Brujas, amasó una inmensa fortuna y entró en el círculo más selecto del gran duque de Borgoña (para quien trabajaba Jan van Eyck).
Pero los motivos reales del cuadro siguen estando ocultos. Las nuevas investigaciones de la National Gallery de Londres (radiografías, infrarrojos...), demuestran que la mayoría de los objetos, a los que Panofsky trata de dar un sentido, se pintaron después de crear lo fundamental del cuadro; y que todos ellos son pequeños tesoros, carísimos caprichos que, en aquella época, muy pocos podían pagar; al mismo tiempo la riqueza llama a la fertilidad, a la procreación... Lo más evidente es que Arnolfini hace una demostración del poder comercial que había alcanzado, como un auténtico hombre hecho a sí mismo del siglo XV.
Se ha llegado a plantear si lo pintado es real o es una recreación de Van Eyck: aparte de una demostración de su virtuosismo pictórico. En aquella época no era habitual pintar fuera del estudio, así que es fácil entender que se trata una ilusión creada por el pintor, en connivencia con Arnolfini. Podría referirse a una promesa de matrimonio y de la vida que le espera a la esposa; podría reflejar la ceremonia misma del matrimonio. Últimamente se habla de un posible exorcismo, o ceremonia para recuperar la fertilidad ya que Arnolfini y su esposa no tuvieron hijos. Este tipo de ceremonias para recuperar la fertilidad eran habituales en la época. De hecho, tras las manos de la pareja hay una horrible gárgola sonriente que podría simbolizar el mal que se cierne sobre el matrimonio, la causa de su castigo: Giovanni Arnolfini era un mujeriego, un adúltero.
Pero hay más motivos para la controversia: en 1990, un investigador francés de la Sorbona, Jacques Paviot, descubrió en el archivo de los duques de Borgoña un documento de matrimonio de Giovanni Arnolfini datado en 1447: trece años después de que fuese pintado el cuadro y seis años después de que muriese Jan van Eyck. Cierto que en Brujas en el siglo XV hubo cuatro Arnolfinis y dos de ellos se llamaban Giovanni, pero en el documento se habla inequívocamente del más rico, el que tenía tratos con el archiduque, el del cuadro de Van Eyck.

## Contexto y estilo

### Identificación del estilo
La obra pertenece al estilo de los primitivos flamencos: la escuela flamenca de pintura será una de las importantes del mundo, desde el siglo XV hasta el siglo XVIII; por eso, para distinguir este primer periodo del siglo XV, es denominada Escuela de Primitivos Flamencos. Esta escuela suele pintar cuadros de temática religiosa, que trata como escenas costumbristas, aunque también desarrolla el retrato y el paisaje. Utilizan la técnica al óleo y su estilo se caracteriza por la minuciosidad, el deleite en la reproducción de objetos, el naturalismo y el amor al paisaje. Entre los artistas más importantes de esta escuela tenemos a Jan van Eyck, autor de esta obra, Rogier van der Weyden y el Bosco.

### Identificación de la obra
El Retrato del Matrimonio Arnolfini es, sin duda, una obra maestra del arte de los primitivos flamencos. Según la propia firma del autor, fue pintada en 1434. Formó parte de la colección real española, pero fue robada por el ejército francés durante la Guerra de la Independencia Española. En 1842 la National Gallery de Londres la adquirió por 730 libras.
Van Eyck representa la boda de Arnolfini, un próspero banquero italiano establecido en Brujas hacia 1421. Pero lo más significativo es que da fe de la revolución que estaba viviendo el arte flamenco, paralela a las innovaciones italianas.
El cuadro, lleno de simbolismo, actúa en varios planos:
- como retrato de dos importantes miembros de la sociedad ejecutado por el más eminente artista local
- como testigo de su boda
- como sumario de las obligaciones que entrañaba el matrimonio a mediados del siglo XV.
- Como ilusión, como engaño, como promesa, como exorcismo, en resumen, como un misterio.

Van Eyck hace además gala de su suprema destreza como pintor y maestro de las últimas técnicas (en especial la pintura al óleo), por la que alcanzó renombre en toda Europa.

### Identificación del autor

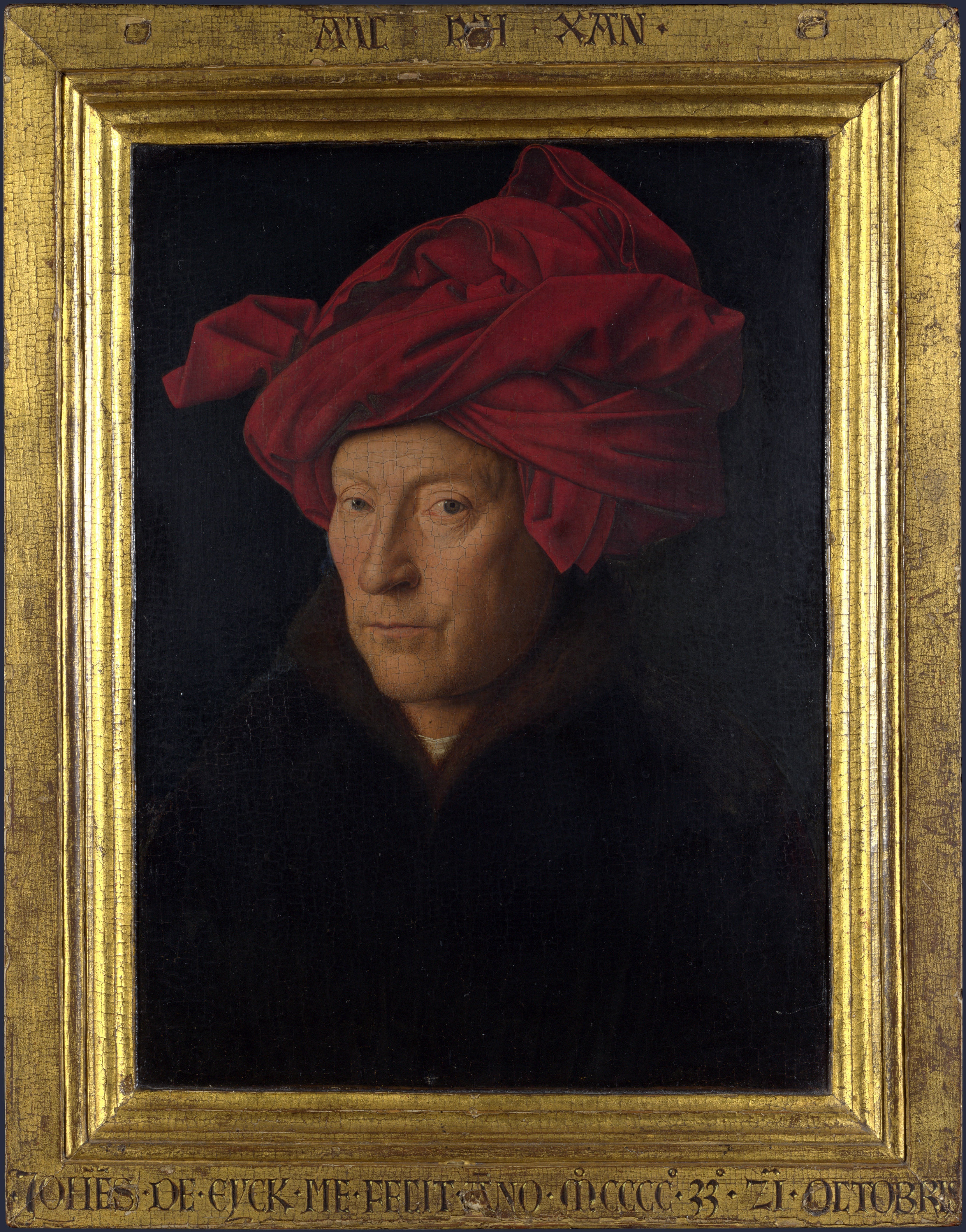
El hombre del turbante rojo, posible autorretrato de Jan van Eyck.

Jan van Eyck (1390-1441) es, con su hermano Hubert, el iniciador del estilo. Ambos nacieron en un lugar cercano a Maastricht. Al principio trabajaron juntos, pero Huberto murió en 1426 y quedó sólo Jan, quien vivió al servicio de Felipe el Bueno, duque de Borgoña, con gran desahogo económico.
Su estilo se caracteriza por el hieratismo y la inmovilidad, y sus mayores preocupaciones eran la verosimilitud, la perfección, el tratamiento de la luz y la perspectiva. Además de ésta, sus obras más importantes son el Políptico de la Adoración del Cordero Místico de la catedral de San Bavón de Gante (1432), la Virgen del Canciller Rolin y la Virgen del canónigo Van der Paele.

### Relación de la obra con su época histórica
La obra fue pintada en Flandes, durante el siglo XV. En esta época aparece una sociedad avanzada con una economía basada en los productos textiles de lujo y en el comercio, favorecido por su excelente situación estratégica (por allí pasan las grandes rutas comerciales terrestres que van de Italia y Francia hacia el Atlántico Norte: Inglaterra y países nórdicos y las rutas marítimas que iban del mar del Norte al Cantábrico). La burguesía flamenca, debido a su alto desarrollo intelectual, gusta del lujo y de las obras de arte. Y esas obras de arte son para el propio disfrute, o sea, para llevárselas a casa o para instalarlas en capillas privadas. Por eso la pintura es la técnica ideal (manejable, barata y propensa a reflejar los gustos burgueses).

### Incidentes sufridos por la pintura
- En 1434 Jan van Eyck termina la tabla, posiblemente respondiendo al encargo de los propios retratados.
- Antes de 1516 los documentos la sitúan en poder de Don Diego de Guevara (muerto en Bruselas en 1520), caballero español de la corte de los Habsburgo (él mismo fue retratado por Michael Sittow, conservándose esta obra en la National Gallery of Art de Londres). El citado caballero vivió casi toda su vida en Holanda y probablemente conoció a la familia Arnolfini en sus últimos años. Cerca de 1516 regaló el cuadro a Margarita de Austria, gobernadora, en aquella época, de los Países Bajos.
- 1516: El retrato figura entre las posesiones de Margarita de Austria, cuando se realiza un inventario de sus obras de arte durante su estancia en Malinas. El documento se escribió en francés y describe «una gran pintura llamada  Hernoul le Fin con su esposa en una alcoba, la cual fue entregada a su alteza por Don Diego, cuyo emblema está en la cubierta de la citada pintura; realizada por el pintor Johannes.» Una nota en el margen añade «Es necesario colocar un par de postigos para poder cerrarla, los cuales su alteza ya ha mandado hacer».
- 1523-4: En otro inventario conservado en Malinas aparece una descripción similar aunque el nombre de los retratados que ahora figura es "Arnoult Fin".
- 1558: En 1530 Margarita de Austria había dejado en herencia la obra a su sobrina, María de Hungría, quien en 1556 se vino a vivir a España. De nuevo el retrato es inconfundiblemente descrito en el inventario hecho al morir la hermana del emperador en 1558, cuando este pasa a la colección de Felipe II. El rey español encargó varios retratos de sus hijas, cuyas poses están claramente inspiradas en las de los Arnolfini y que se conservan en el Museo del Prado.
- 1599: Un diplomático alemán asegura haber visto el cuadro colgado en las paredes del Real Alcázar de Madrid. Según su relato, se le habían pintado en el marco unos versos de Ovidio:  «Mira lo que prometes: ¿qué sacrificio hay en tus promesas? En promesas cualquiera puede ser rico».
Es casi seguro que Velázquez conoció profundamente el cuadro y se inspiró en él, al usar el espejo como recurso pictórico en varias de sus creaciones, por ejemplo Las Meninas o La Venus del espejo.
- 1700: Otro inventario, este realizado tras la muerte Carlos II, confirma que el cuadro seguía en el Alcázar con sus postigos y los versos de Ovidio.
- 1794: Tras el incendio que destruyó el antiguo Alcázar, se documenta ahora en el nuevo Palacio Real de Madrid.
- 1816: Repentinamente la obra aparece en Londres como propiedad de coronel escocés James Hay, que supuestamente había luchado en España. Este soldado alegaba que, tras haber sido gravemente herido en la batalla de Waterloo —el año anterior—, vio la pintura en la habitación donde había estado convaleciente en Bruselas. La obra le gustó tanto que persuadió a su dueño para que se la vendiera. Sin duda, todo este relato era una patraña.
Resulta más probable que el coronel Hay participase en la batalla de Vitoria (1813) en la que las tropas francesas, que escoltaban a José Bonaparte en su huida, fueron derrotadas por un ejército multinacional de británicos, españoles y portugueses al mando del Duque de Wellington. Tras la refriega, los británicos se incautaron de un cargamento de obras de arte que los franceses habían desvalijado de la colección real española. Unos 90 cuadros, pero no este, pasaron a manos de Wellington y están en su casa de Londres, Apsley House.
El caso es que el coronel Hay ofreció como obsequio la pintura al príncipe regente, Jorge IV, para lo que se sirvió de la mediación de Sir Thomas Lawrence. El príncipe tuvo la obra dos años, en Carlton House, antes de devolvérsela a Hay en 1818.
- Aproximadamente en 1828 Hay deja la obra a un amigo en depósito; desde entonces no se tiene noticia de ella, al menos durante trece años.
- 1841: Vuelve a haber noticias públicas sobre el cuadro.
- 1842: El retrato es adquirido por la recién creada Galería Nacional de Londres, por un valor de 730 libras esterlinas y es inventariado con el número 186.
Actualmente sigue expuesta en el citado museo, pero han desaparecido tanto los postigos laterales como el marco con los versos de Ovidio.